# Еспаят
Еспаят (ісп. Espaillat) — провінція Домініканської Республіки.

## Адміністративний поділ
Провінція поділяється на п'ять муніципалітетів (municipio), а в ті, у свою чергу — на десять муніципальних районів (distrito municipal — D.M.):
- Гаспар-Ернандес
  - Верагуа (D.M.)
  - Вілья-Маганте (D.M.)
  - Хоба-Арріба (D.M.)
- Каетано-Хермосен
- Мока
  - Канка-Ла-Рейна (D.M.)
  - Ла-Ортега (D.M.)
  - Лас-Лагунас (D.M.)
  - Монте-де-Ла-Хагуа (D.M.)
  - Хосе-Контрерас (D.M.)
  - Хуан-Лопес (D.M.)
  - Ель-Ігуеріто (D.M.)
- Сан-Віктор
- Хамао-аль-Норте

Станом на 2014 рік чисельність населення за муніципалітетами становить:
| № | Назва            | Загальне число | Міське населення | Сільське населення |
| - | ---------------- | -------------- | ---------------- | ------------------ |
| 1 | Гаспар-Ернандес  | 45 202         | 15 089           | 30 113             |
| 2 | Каетано-Хермосен | 10 002         | 1582             | 8420               |
| 3 | Мока             | 186 225        | 162 093          | 24 132             |
| 4 | Сан-Віктор       | 72 320         | 4896             | 67 424             |
| 5 | Хамао-аль-Норте  | 19 652         | 7111             | 12 541             |
|   | Разом            | 333 401        | 190 771          | 142 630            |